# Sphaeroma walkeri
Sphaeroma walkeri es una especie de crustáceo isópodo de la familia Sphaeromatidae.

## Distribución geográfica
Es cosmopolita.